# 영화사 (사찰)
영화사(永華寺)는 서울특별시 광진구 구의2동 9에 있는 대한불교조계종 소속 사찰이다.